# (37826) 1998 BS24
1998 BS24 (asteroide 37826) é um asteroide da cintura principal. Possui uma excentricidade de 0.15692870 e uma inclinação de 3.41234º.
Este asteroide foi descoberto no dia 28 de janeiro de 1998 por Takao Kobayashi em Oizumi.